# Суперпространство
Суперпространство — расширенное пространство в теории суперсимметрии, которое кроме обычных пространственно-временных координат включает также спинорные координаты. Размерность такого пространства оказывается равной десяти. Впрочем, к десяти пространственным измерениям добавляют ещё временное (а иногда имеются два времени), и тогда пространство становится одиннадцати- или двенадцатимерным. Часто суперпространство определяют как совокупность измерений, которые необходимы для построения нашей вселенной. В то же время, без материи суперпространство является понятием скорее математическим, нежели физическим. Основой для любой физической теории является наблюдаемый мир, и её успех (либо неуспех) определяется в ходе экспериментальных исследований. Искривлённое суперпространство характеризуется нетривиальными супертензорами кручения и кривизны и служит естественной ареной для теорий супергравитации.